# He Has Left Us Alone but Shafts of Light Sometimes Grace the Corners of Our Rooms
He Has Left Us Alone but Shafts of Light Sometimes Grace the Corners of Our Rooms – debiutancki album kanadyjskiej post-rockowej grupy A Silver Mt. Zion, która obecnie funkcjonuje pod nazwą Thee Silver Mt. Zion Memorial Orchestra. Album był nagrywany w 1999 przez gitarzystę Efrima Menucka i basistę Thierry'ego Amara w studio Hotel2Tango. 
Lista utworów z wydania CD:
| 1. | "Broken Chords Can Sing a Little"                      | 8:40 |
| 2. | "Sit in the Middle of Three Galloping Dogs"            | 5:08 |
| 3. | "Stumble Then Rise on Some Awkward Morning"            | 6:05 |
| 4. | "Movie (Never Made)"                                   | 3:23 |
| 5. | "13 Angels Standing Guard 'round the Side of Your Bed" | 7:22 |
| 6. | "Long March Rocket or Doomed Airliner"                 | 0:05 |
| 7. | "Blown-Out Joy from Heaven's Mercied Hole"             | 9:47 |
| 8. | "For Wanda"                                            | 6:38 |